# Lista de campeãs juvenis em simples de torneios do Grand Slam
Esta é a lista de campeãs juvenis em simples do Australian Open, de Roland Garros, de Wimbledon e do US Open.
A era amadora durou do início de cada torneio (menos o US Open, cuja categoria debutou posteriormente) até o Australian Open de 1968. Neste período, com exceção de Wimbledon, as competições tinham outros nomes: o Australian Open foi o Australian Championships. Roland Garros, o French Championships.
A era profissional ou aberta começou no Torneio de Roland Garros de 1968 e vai até os dias atuais.

## Por ano

### Era aberta
| Ano  | Australian Open                                | Roland Garros             | Wimbledon                  | US Open                        |
| ---- | ---------------------------------------------- | ------------------------- | -------------------------- | ------------------------------ |
| 2025 | Wakana Sonobe                                  |                           |                            |                                |
| 2024 | Renáta Jamrichová (1/2)                        | Tereza Valentová          | Renáta Jamrichová (2/2)    | Mika Stojsavljevic             |
| 2023 | Alina Korneeva (1/2)                           | Alina Korneeva (2/2)      | Clervie Ngounoue           | Katherine Hui                  |
| 2022 | Petra Marčinko                                 | Lucie Havlíčková          | Liv Hovde                  | Alexandra Eala                 |
| 2021 | Torneio juvenil não realizado                  | Linda Nosková             | Ane Mintegi del Olmo       | Robin Montgomery               |
| 2020 | Victoria Jiménez Kasintseva                    | Elsa Jacquemot            | Torneio não realizado      | Torneio juvenil não realizado  |
| 2019 | Clara Tauson                                   | Leylah Annie Fernandez    | Daria Snigur               | María Camila Osorio Serrano    |
| 2018 | Liang En-shuo                                  | Cori Gauff                | Iga Świątek                | Wang Xiyu                      |
| 2017 | Marta Kostyuk                                  | Whitney Osuigwe           | Claire Liu                 | Amanda Anisimova               |
| 2016 | Vera Lapko                                     | Rebeka Masarova           | Anastasia Potapova         | Kayla Day                      |
| 2015 | Tereza Mihalíková                              | Paula Badosa Gibert       | Sofya Zhuk                 | Dalma Gálfi                    |
| 2014 | Elizaveta Kulichkova                           | Darya Kasatkina           | Jeļena Ostapenko           | Marie Bouzková                 |
| 2013 | Ana Konjuh (1/2)                               | Belinda Bencic (1/2)      | Belinda Bencic (2/2)       | Ana Konjuh (2/2)               |
| 2012 | Taylor Townsend                                | Annika Beck               | Eugenie Bouchard           | Samantha Crawford              |
| 2011 | An-Sophie Mestach                              | Ons Jabeur                | Ashleigh Barty             | Grace Min                      |
| 2010 | Karolína Plíšková                              | Elina Svitolina           | Kristýna Plíšková          | Daria Gavrilova                |
| 2009 | Ksenia Pervak                                  | Kristina Mladenovic       | Noppawan Lertcheewakarn    | Heather Watson                 |
| 2008 | Arantxa Rus                                    | Simona Halep              | Laura Robson               | Coco Vandeweghe                |
| 2007 | Anastasia Pavlyuchenkova (3/3)                 | Alizé Cornet              | Urszula Radwańska          | Kristína Kučová                |
| 2006 | Anastasia Pavlyuchenkova (1/3)                 | Agnieszka Radwańska (2/2) | Caroline Wozniacki         | Anastasia Pavlyuchenkova (2/3) |
| 2005 | Victoria Azarenka (1/2)                        | Ágnes Szávay              | Agnieszka Radwańska (1/2)  | Victoria Azarenka (2/2)        |
| 2004 | Shahar Pe'er                                   | Sesil Karatantcheva       | Kateryna Bondarenko        | Michaëlla Krajicek             |
| 2003 | Barbora Strýcová (2/2)                         | Anna-Lena Grönefeld       | Kirsten Flipkens (1/2)     | Kirsten Flipkens (2/2)         |
| 2002 | Barbora Strýcová (1/2)                         | Angelique Widjaja (2/2)   | Vera Douchevina            | Maria Kirilenko                |
| 2001 | Jelena Janković                                | Kaia Kanepi               | Angelique Widjaja (1/2)    | Marion Bartoli                 |
| 2000 | Anikó Kapros                                   | Virginie Razzano (2/2)    | María Emilia Salerni (1/2) | María Emilia Salerni (2/2)     |
| 1999 | Virginie Razzano (1/2)                         | Lourdes Domínguez Lino    | Iroda Tulyaganova          | Lina Krasnoroutskaya           |
| 1998 | Jelena Kostanić                                | Nadia Petrova             | Katarina Srebotnik         | Jelena Dokić                   |
| 1997 | Mirjana Lučić (2/2)                            | Justine Henin             | Cara Black (1/2)           | Cara Black (2/2)               |
| 1996 | Magdalena Grzybowska                           | Amélie Mauresmo (1/2)     | Amélie Mauresmo (2/2)      | Mirjana Lučić (1/2)            |
| 1995 | Siobhan Drake-Brockman                         | Amélie Cocheteux          | Aleksandra Olsza           | Tara Snyder                    |
| 1994 | Trudi Musgrave                                 | Martina Hingis (2/3)      | Martina Hingis (3/3)       | Meilen Tu                      |
| 1993 | Heike Rusch                                    | Martina Hingis (1/3)      | Nancy Feber                | Maria-Francesca Bentivoglio    |
| 1992 | Joanne Limmer                                  | Rossana de los Ríos       | Chanda Rubin               | Lindsay Davenport              |
| 1991 | Nicole Pratt                                   | Anna Smashnova            | Barbara Rittner            | Karina Habšudová               |
| 1990 | Magdalena Maleeva (1/3)                        | Magdalena Maleeva (2/3)   | Andrea Strnadová (2/2)     | Magdalena Maleeva (3/3)        |
| 1989 | Kim Kessaris                                   | Jennifer Capriati (1/2)   | Andrea Strnadová (1/2)     | Jennifer Capriati (2/2)        |
| 1988 | Jo-Anne Faull                                  | Julie Halard              | Brenda Schultz             | Carrie Cunningham              |
| 1987 | Michelle Jaggard                               | Natasha Zvereva (2/4)     | Natasha Zvereva (3/4)      | Natasha Zvereva (4/4)          |
| 1986 | Torneio não realizado devido à mudança de data | Patricia Tarabini         | Natasha Zvereva (1/4)      | Elly Hakami                    |
| 1985 | Jenny Byrne ‡                                  | Laura Garrone (1/2)       | Andrea Holikova            | Laura Garrone (2/2)            |
| 1984 | Annabel Croft (2/2) ‡                          | Gabriela Sabatini         | Annabel Croft (1/2)        | Katerina Maleeva               |
| 1983 | Amanda Brown (2/2) ‡                           | Pascale Paradis (1/2)     | Pascale Paradis (2/2)      | Elizabeth Minter               |
| 1982 | Amanda Brown (1/2) ‡                           | Manuela Maleeva           | Catherine Tanvier          | Beth Herr                      |
| 1981 | Anne Minter (3/3) ‡                            | Bonnie Gadusek            | Zina Garrison (1/2)        | Zina Garrison (2/2)            |
| 1980 | Anne Minter (2/3) ‡                            | Kathy Horvath             | Debbie Freeman             | Susan Mascarin                 |
| 1979 | Anne Minter (1/3) ‡                            | Lena Sandin               | Mary Lou Piatek            | Alycia Moulton                 |
| 1978 | Elizabeth Little ‡                             | Hana Mandlíková           | Tracy Austin               | Linda Siegel                   |
| 1977 | Amanda Tobin ‡                                 | Ann Smith                 | Lea Antonoplis             | Claudia Casabianca             |
| 1977 | Pamela Baily                                   | Ann Smith                 | Lea Antonoplis             | Claudia Casabianca             |
| 1976 | Sue Saliba                                     | Michele Tyler             | Natasha Chmyreva (3/3)     | Marise Kruger                  |
| 1975 | Sue Barker                                     | Regina Maršíková          | Natasha Chmyreva (1/3)     | Natasha Chmyreva (2/3)         |
| 1974 | Jennifer Walker                                | Mariana Simionescu        | Mima Jaušovec (2/2)        | Ilana Kloss (2/2)              |
| 1973 | Chris O'Neil                                   | Mima Jaušovec (1/2)       | Ann Kiyomura               |                                |
| 1972 | Pat Coleman (2/2)                              | Renáta Tomanová           | Ilana Kloss (1/2)          |                                |
| 1971 | Pat Coleman (1/2)                              | Elena Granatourova        | Marina Kroshina            |                                |
| 1970 | Evonne Goolagong                               | Veronica Burton           | Sharon Walsh               |                                |
| 1969 | Lesley Hunt (3/3)                              | Kazuko Sawamatsu (1/2)    | Kazuko Sawamatsu (2/2)     |                                |
| 1968 |                                                | Lesley Hunt (2/3)         | Kristy Pigeon              |                                |

### Era amadora
| Ano                                                                     | Australian Open       | Roland Garros         | Wimbledon              |
| ----------------------------------------------------------------------- | --------------------- | --------------------- | ---------------------- |
| 1968                                                                    | Lesley Hunt (1/3)     |                       |                        |
| 1967                                                                    | Lexie Kenny           | Corinne Molesworth    | Judith Salome          |
| 1966                                                                    | Karen Krantzcke       | Odile de Roubin       | Birgitta Lindstrom     |
| 1965                                                                    | Kerry Melville        | Esme Emanuel          | Olga Morozova          |
| 1964                                                                    | Kaye Dening (2/2)     | Nicole Seghers        | Peaches Bartkowicz     |
| 1963                                                                    | Robyn Ebbern (4/4)    | Monique Salfati (1/2) | Monique Salfati (2/2)  |
| 1962                                                                    | Robyn Ebbern (3/4)    | Kaye Dening (1/2)     | Galina Baksheeva (2/2) |
| 1961                                                                    | Robyn Ebbern (2/4)    | Robyn Ebbern (1/4)    | Galina Baksheeva (1/2) |
| 1960                                                                    | Lesley Turner         | Françoise Dürr        | Karen Hantze           |
| 1959                                                                    | Jan Lehane (2/2)      | Joan Cross (1/2)      | Joan Cross (2/2)       |
| 1958                                                                    | Jan Lehane (1/2)      | Francesca Gordigiani  | Sally Moore            |
| 1957                                                                    | Margot Rayson         | Ilse Buding           | Miriam Arnold          |
| 1956                                                                    | Lorraine Coghlan      | Elaine Launay         | Ann Haydon-Jones       |
| 1955                                                                    | Elizabeth Orton (2/2) | Maria-Teresa Reidl    | Sheila Armstrong       |
| 1954                                                                    | Elizabeth Orton (1/2) | Beatrice de Chambure  | Valerie Pitt           |
| 1953                                                                    | Jenny Staley          | Christine Brunon      | Dora Kilan             |
| 1952                                                                    | Mary Carter (2/2)     |                       | Fanny ten Bosch        |
| 1951                                                                    | Mary Carter (1/2)     | Lorna Cornell (2/2)   |                        |
| 1950                                                                    | Barbara McIntyre      | Lorna Cornell (1/2)   |                        |
| 1949                                                                    | Joan Warnock          | Christiane Mercelis   |                        |
| 1948                                                                    | Beryl Penrose         | Olga Miskova          |                        |
| 1947                                                                    | Joan Tuckfield        | Genevieve Domken      |                        |
| 1946                                                                    | S. Grant              |                       |                        |
| Torneio não realizado entre 1945 e 1941 devido à Segunda Guerra Mundial |                       |                       |                        |
| 1940                                                                    | Joyce Wood (3/3)      |                       |                        |
| 1939                                                                    | Joyce Wood (2/3)      |                       |                        |
| 1938                                                                    | Joyce Wood (1/3)      |                       |                        |
| 1937                                                                    | Margaret Wilson       |                       |                        |
| 1936                                                                    | Thelma Coyne (2/2)    |                       |                        |
| 1935                                                                    | Thelma Coyne (1/2)    |                       |                        |
| 1934                                                                    | May Blick             |                       |                        |
| 1933                                                                    | Nancy Lewis (2/2)     |                       |                        |
| 1932                                                                    | Nancy Lewis (1/2)     |                       |                        |
| 1931                                                                    | Joan Hartigan         |                       |                        |
| 1930                                                                    | Emily Hood            |                       |                        |

| Legenda |
| ‡ Edição do Australian Open realizada em dezembro (tradicionalmente, o evento é disputado em janeiro). Em 1977, aconteceram duas edições: em janeiro e dezembro |